# 橋頭鳳橋宮
橋頭鳳橋宮是一座位於中華民國高雄市橋頭區橋頭里的宮廟，主祀天上聖母，是橋頭里、興糖里和橋南里的信仰中心。

## 概要

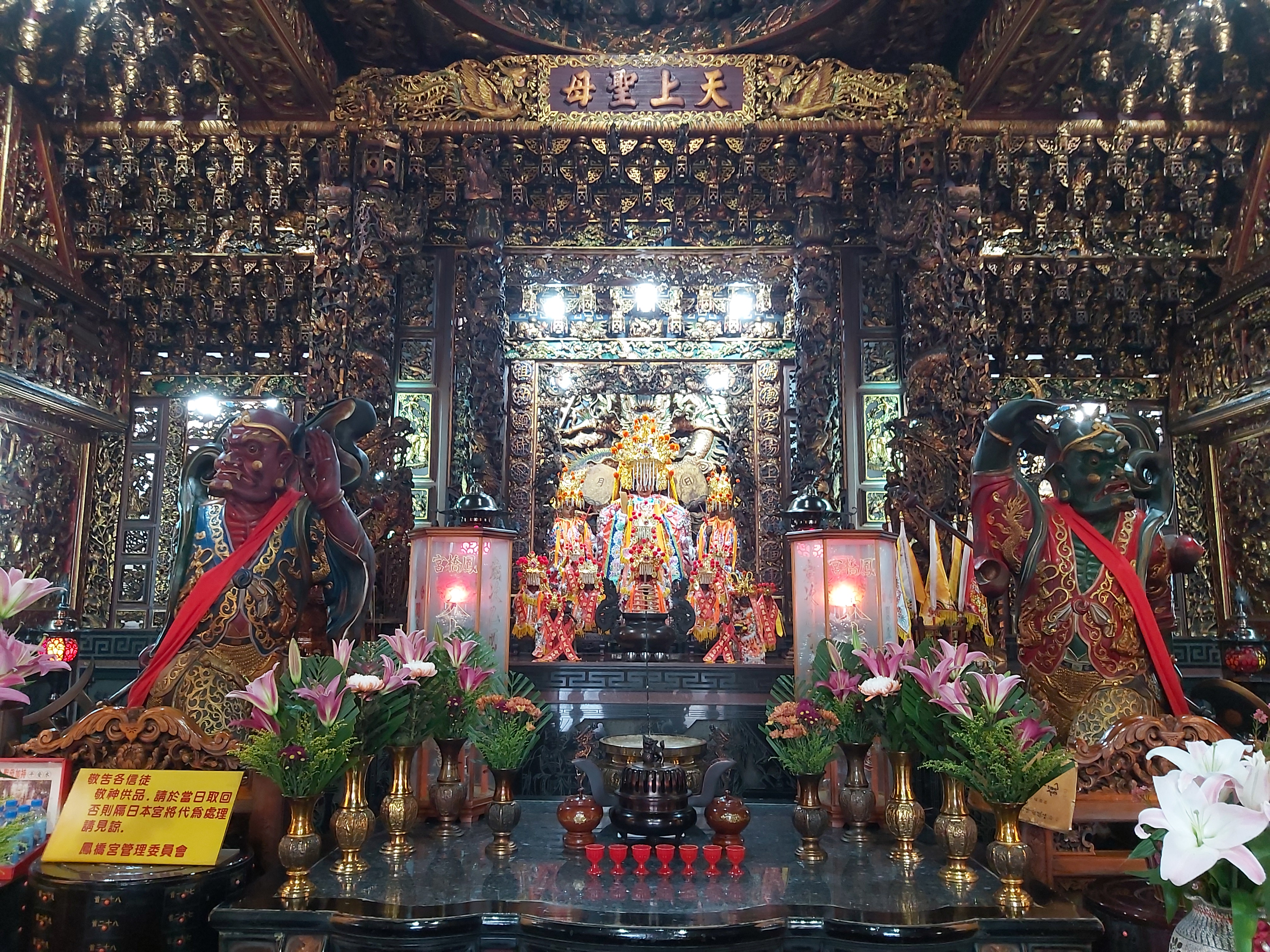
天上聖母聖像

據《鳳山縣采訪冊》記載，鳳橋宮創始於清乾隆六十年（1795年），由陳嘉謨董其事；但據《台灣省通志》，鳳橋宮創建於雍正三年（1725年）；而據鳳橋宮管理委員會稱，鳳橋宮創始於道光年間，由台南開基天后宮分香來此。據傳咸豐年間匪寇作亂，鳳山知縣舉兵掃蕩，反而被匪擊潰而避入鳳橋宮，匪徒雖曾入內搜捕，但幸而未發現，知縣遂題名「鳳橋宮」，贈匾額「佑我生民」。日治時期媽祖金身曾暫奉於大崗山超峰寺，光復後始迎回奉祀，並於1946年重修，1966年信徒又發起擴建，1969年擴建完畢，1992年2月18日整修完畢。

## 外部連結
- 橋頭鳳橋宮官網
- 橋頭鳳橋宮的Facebook專頁
- 橋頭鳳橋宮的Instagram帳戶